# Mpinga Kasenda
Mpinga Kasenda (Tshilomba (Kasaï), 30 augustus 1937 - Kinshasa, 7 mei 1994) was een politicus in Zaïre tijdens het bewind van Mobutu Sese Seko. Hij diende als Eerste staatscommissaris van Zaïre van 1977 tot 1979 en als minister van Buitenlandse Zaken van 1993 tot 1994. 

## Biografie
Kasenda behaalde een doctoraat in de politieke wetenschappen aan de Lovanium Universiteit.
Van 6 juli 1977 tot 6 maart 1979 was hij Eerste staatscommissaris van Zaïre. Op 29 januari 1985 werd Kasenda op aanbeveling van Mobutu verkozen tot eerste vicevoorzitter van het Centraal Comité Bureau van de Mouvement Populaire de la Révolution. Van 1993 tot zijn dood in 1994 was hij minister van Buitenlandse Zaken.
Kasenda kwam om het leven bij een vliegtuigongeluk in de buurt van de Luchthaven N'djili in Kinshasa.